# Ron-Robert Zieler
Ron-Robert Zieler (* 12. února 1989, Kolín nad Rýnem, Západní Německo) je německý fotbalový brankář a reprezentant, od července 2017 hráč klubu VfB Stuttgart.

## Reprezentační kariéra
Ron-Robert Zieler reprezentoval Německo v mládežnických kategoriích U16, U17, 18, U19, U20.
Byl u vítězství Německa na mistrovství Evropy do 19 let v roce 2008 v České republice, kde mladí Němci porazili ve finále Itálii 3:1 a získali zlaté medaile.
V A-týmu Německa debutoval 11. listopadu 2011 pod trenérem Joachimem Löwem v přátelském utkání s Ukrajinou (remíza 3:3). Nastoupil v základní sestavě a odehrál kompletní střetnutí.
Zúčastnil se jako třetí brankář na německé soupisce evropského šampionátu EURO 2012 konaného v Polsku a na Ukrajině.
Trenér Joachim Löw jej vzal i na Mistrovství světa 2014 v Brazílii. Na šampionátu dělal společně s Romanem Weidenfellerem náhradníka Manuelu Neuerovi. S týmem získal zlaté medaile. Nenastoupil ani v jednom utkání.